# Завтрак (картина Веласкеса, Эрмитаж)
«Завтрак» — картина испанского художника Диего Веласкеса из собрания Государственного Эрмитажа.
На картине изображены: слева седобородый старик в сером кафтане, он держит в правой руке корень пастернака; в центре находится смеющийся юноша в чёрной куртке с белым воротником, он в поднятой руке держит небольшой графинчик; справа находится молодой парень, одетый в жёлтый кафтан с белым воротником. Вся группа сидит за столом, покрытым белой скатертью. На столе стоит тарелка с устрицами, возле старика стакан с желтоватым напитком, ближе к центру булочка, немного правее два граната и нож. На заднем плане на стене в центре висит шляпа, поверх которой повешен белый воротник (вероятно, принадлежащий старику); справа на стене повешены две шпаги.
Изображённые персонажи — явно небогатые идальго; испанский искусствовед Камон Аснар писал, что кабальеро во время еды в помещении обычно «снимал воротник и оставлял его на вешалке поверх шляпы, как детский нагрудник». На картине мы видим шляпу и воротник именно в таком положении.
Картина относится к популярному в XVII веке в Испании жанру «бодегон», буквально — «погребок, таверна». Высказывалось мнение, что такие картины могли быть трактирной вывеской или украшать обеденные залы таверн, отсюда следуют их большая популярность как в творчестве юного Веласкеса (ему на момент написания картины было 17—18 лет), так и его коллег и последователей.
Некоторые исследователи указывали на связь картины с популярными в XVII веке плутовскими романами, причём даже назывались конкретные эпизоды отдельных романов. Например, Гайа Нуньо сравнивал сюжет картины с эпизодами книги Матео Алемана «Гусман де Альфараче». Кар сочла, что картина иллюстрирует эпизод анонимной новеллы «Ласарильо с Тормеса»: юный слуга пользуется слепотой своего старика-хозяина для воровства. По мнению Кеменова, показан сюжет из новеллы Франсиско Кеведо «История жизни пройдохи по имени дон Паблос»: мальчик и юноша — мошенники, норовящие обмануть зашедшего в таверну старика. Каганэ и ряд других исследователей считают сцену плутовства маловероятной.
Картина написана около 1617 года и является одной из самых ранних работ Веласкеса, более ранняя известна только одна — «Музыкальное трио» из Берлинской картинной галереи, датируемая около 1616—1617 годов. В пользу этой датировки говорит центральная фигура мальчика, о котором имеется свидетельство учителя Веласкеса Франсиско Пачеко: «Диего Веласкес да Сильва, когда он был подростком… содержал мальчика-крестьянина, который служил ему моделью для [изображения] различных действий и поз, [он писал его] то плачущим, то смеющимся, не испытывая никаких трудностей». Этот мальчик изображался Веласкесом на нескольких картинах, начиная с «Музыкального трио» вплоть до 1620 года, и с каждой картиной было заметно, что он становится старше и его возрастные изменения говорят, что картина была создана после 1616 года, но ранее 1618 года.
Высказывалось предположение, что в качестве правого персонажа Веласкес изобразил самого себя, мотивировалось это тем, что изображённый смотрит так, как будто художник писал его глядя в зеркало, и что его возраст примерно соответствует возрасту самого Веласкеса в момент написания картины. Также утверждалось, что этот персонаж имеет сходство с самим Веласкесом с его наиболее раннего достоверного автопортрета «Молодой испанский дворянин», датируемым 1630—1631 годами и находящегося в мюнхенской Старой пинакотеке. Однако большинство исследователей эту гипотезу не поддержали.
Происхождение картины не выяснено. В эрмитажных описях она числится начиная с 1773 года, до конца XIX века считалась работой неизвестного мастера и хранилась в Таврическом дворце и кладовых Эрмитажа, оставаясь практически неизвестной. Веласкесу картина была атрибутирована в эрмитажном каталоге 1895 года и с тех пор его авторство считается бесспорным. Выставляется в здании Нового Эрмитажа в зале 239 (Испанский просвет).
Хранитель испанской живописи в Государственном Эрмитаже Л. Л. Каганэ, анализируя картину, отмечала:

Внимание художника привлечено к выявлению объёмов. Он моделирует формы, стремясь к впечатлению лаконизма и плотности, как это будет делать впоследствии, в XIX столетии Сезанн. Натюрморт на переднем плане скупостью предметов и разреженным ритмом их расположения отражает строгий вкус, присущий испанским мастерам в этом жанре. Художник подчеркивает иллюзорные возможности живописи тенебросо — он помещает нож на краю стола, как бы разрывающим плоскость картины.

В 1972 году Министерством связи СССР была выпущена почтовая марка с репродукцией этой картины, номинал марки — 4 копейки (№ 4156 по каталогу ЦФА).
В собрании будапештского Музея изобразительных искусств имеется одноимённая картина Веласкеса, в которой имеется аналогичная общая композиция и почти полностью совпадает фигура старика. Большинством исследователей будапештская картина признаётся более поздним вариантом этого сюжета и считается написанной около 1618—1619 годов. Она происходит из собрания князей Эстерхази.
Всего известно не менее семи вариантов картины, однако достоверно принадлежащими кисти Веласкеса считаются только эрмитажная и будапештская версии, остальные варианты приписываются его мастерской или подражателям.

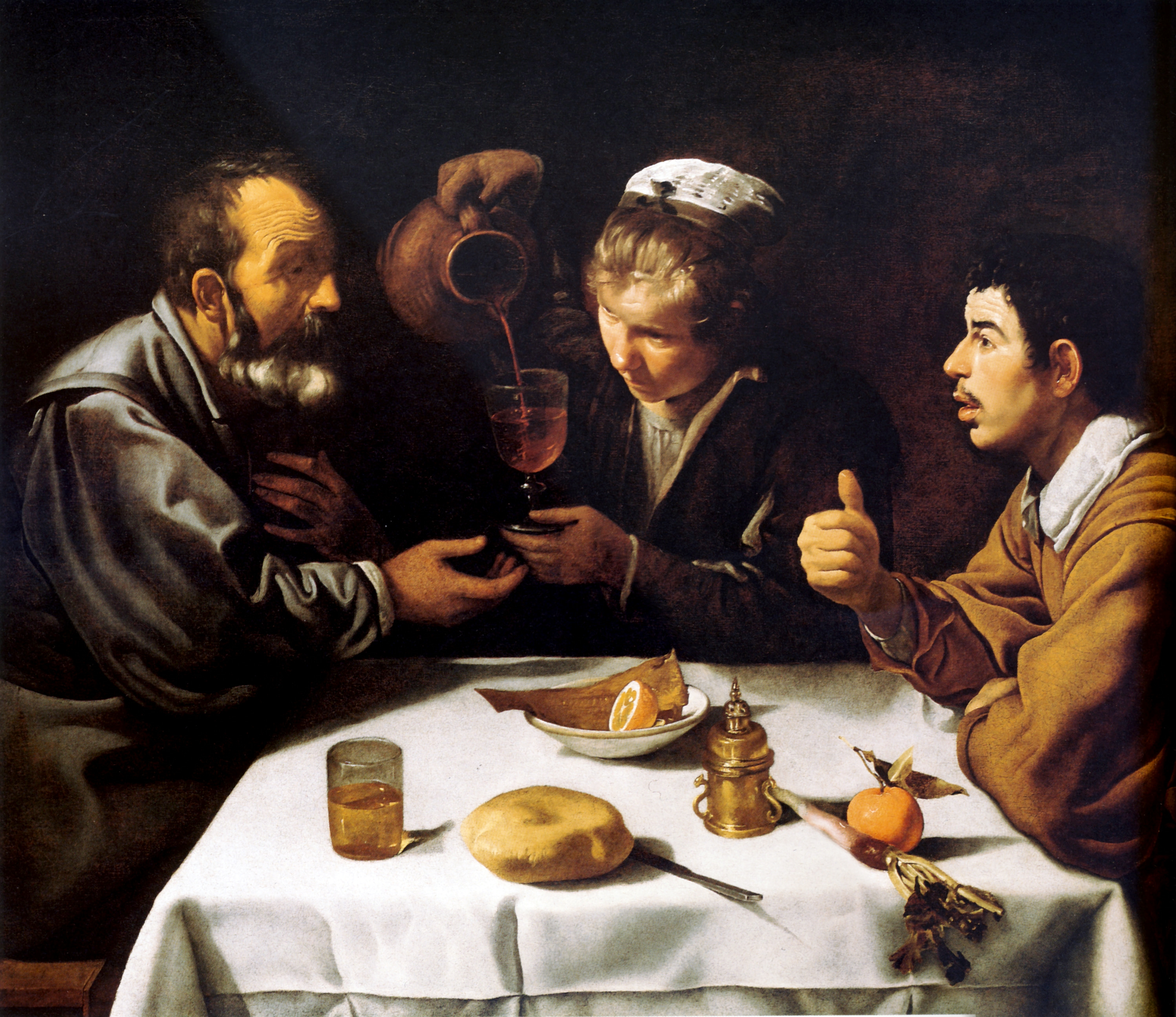
Веласкес. «Завтрак». Около 1618—1619 годов. Музей изобразительных искусств (Будапешт)
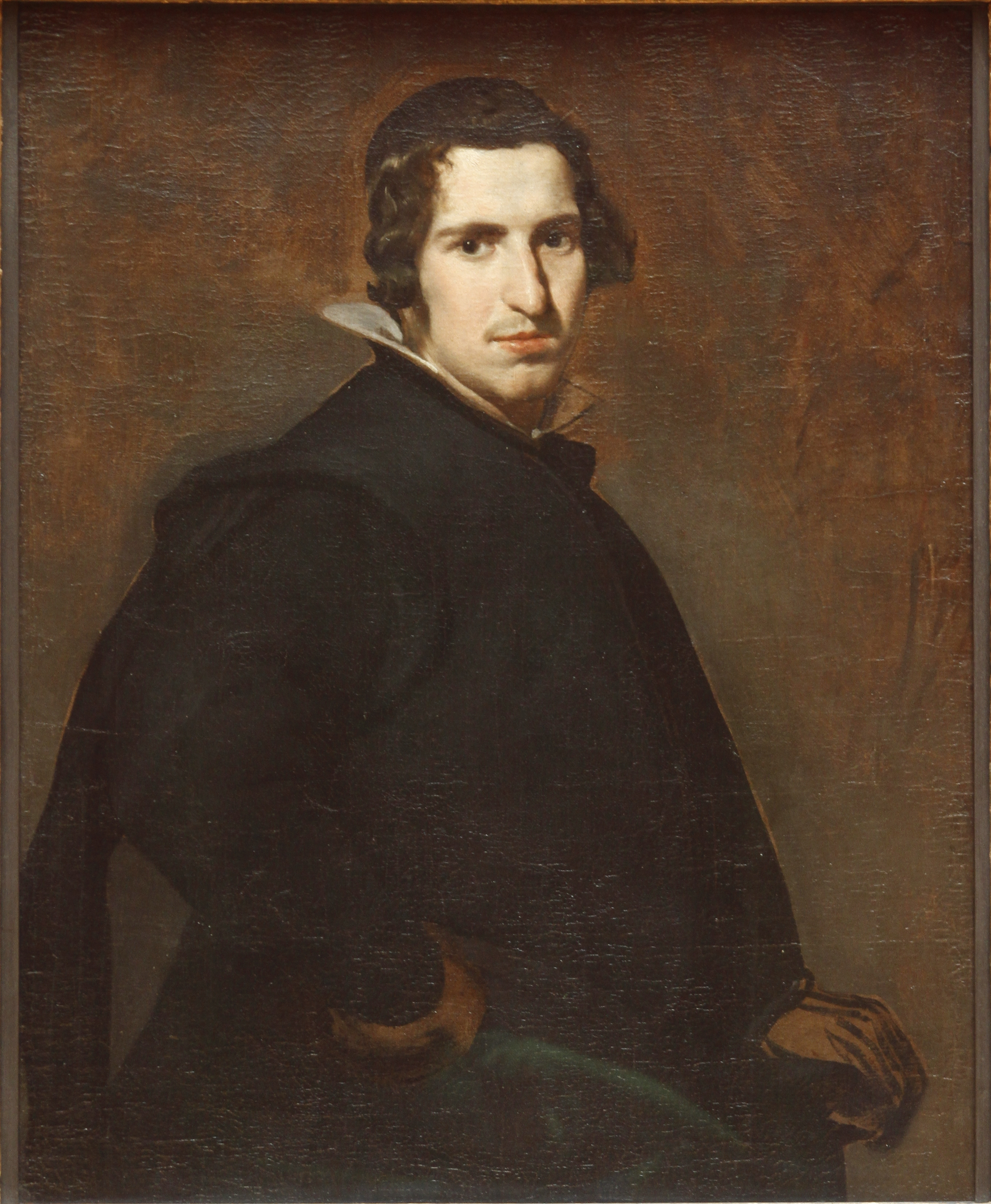
Веласкес. «Молодой испанский дворянин». Около 1630—1631 годов. Старая пинакотека (Мюнхен)
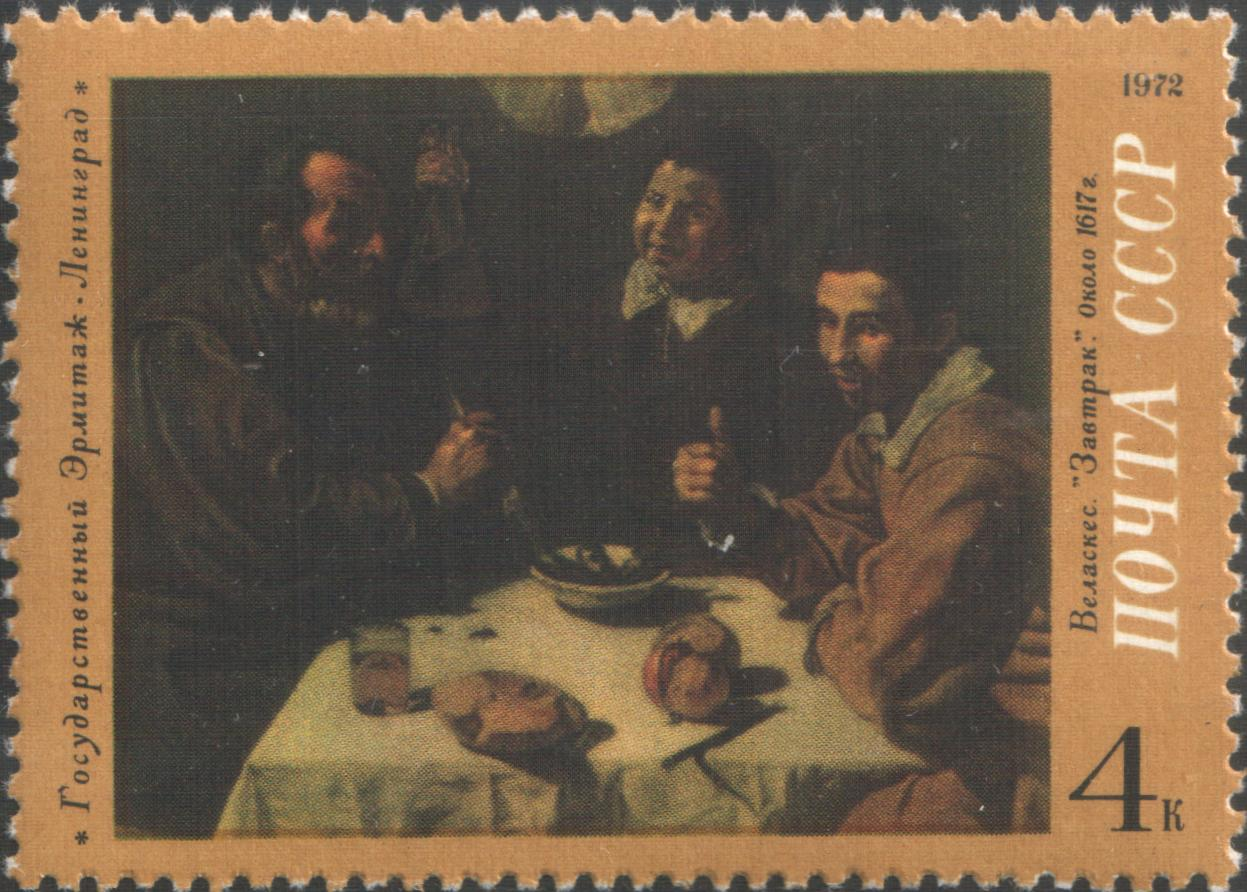
Почтовая марка СССР № 4156. 1972 год. Серия «Зарубежная живопись в музеях СССР»